# Железная дорога Псков — Полоцк
Железная дорога Псков — Полоцк проходила по территории современных Псковской области России и Витебской области Белоруссии.
Пролегала в непосредственной близости от музея-заповедника Александра Сергеевича Пушкина, на ближайшей к нему станции Тригорская имелся мемориальный вокзал-памятник.

## История
Построена в 1916—1917 гг. «Обществом Московско-Виндаво-Рыбинской железной дороги» как часть рокадной железной дороги для нужд Северного фронта в условиях Первой мировой войны. В 1929 г. Северо-Западные железные дороги объединены с Октябрьской ж/д. С 1940 г. участок Псков — Идрица в составе Ленинградской ж/д, Идрица — Полоцк — Западной ж/д.
Разрушена в Великую Отечественную войну. Не восстановлена.

## Станции
| Станция                  | Примечания |
| ------------------------ | --- |
| Псков-Пассажирский       | |
| Берёзки (5 верст)        | |
| Селезнёво                | |
| Разъезд № 5              | |
| Сошихино (68 верст)      | |
| Русаки                   | |
| Тригорская (102 верст)   | |
| Ващагино (122 версты)    | |
| Опочка (140 верст)       | |
| Идрица (189 верст)       | Узловая станция: Московско-Виндаво-Рыбинская ж/д. Граница с Калининской ж/д и Западной ж/д.                          |
| Подшивалово              | |
| Есенники                 | |
| Галузино                 | |
| Нища                     | |
| Силково                  | |
| Россоно (241 верста)     | |
| Разъезд (д. Озерцы)      | |
| Разъезд № 17             | |
| Разъезд (д. Рудня)       | |
| Толмачевская             | |
| Сухой Бор                | |
| Разъезд № 19             | |
| Разъезд № 20 (285 верст) | |
| Полоцк II                | |
| Полоцк (296 верст)       | Узловая станция с 1906 г.: Риго-Орловская ж/д (до 1895 г. — Двинско-Витебская, до 1893 г. — Динабурго-Витебская ж/д) |